# Digitale Abschreibung
Digitale Abschreibung ist eine betriebswirtschaftliche Methode zur Erfassung der Wertminderung eines Gutes. Sie ist ein Sonderfall der arithmetisch-degressiven Abschreibung. Bei dieser vermindert sich die
Wertabnahme Jahr für Jahr um einen konstanten Betrag. Das Besondere der digitalen Abschreibung ist, dass
dieser Betrag mit der Wertabnahme im letzten Jahr übereinstimmen muss.
Die Digitale Abschreibung wird folgendermaßen berechnet:
{\displaystyle a_{T}=d={\frac {2\cdot AB}{T\cdot (T+1)}}={\frac {AB}{1+2+\dots +T}}}
AB = Abschreibungsbasis = Anschaffungskosten + Anschaffungsnebenkosten - Restwert
{\displaystyle a_{T}=} Abschreibungsbetrag der letzten Periode des Abschreibungszeitraumes
d = Jährliche Minderung des Abschreibungsbetrages
T = Zeitraum
t = Periode

## Beispiel
Eine Maschine mit dem Wert 15.000 soll über einen Zeitraum von 4 Jahren digital abgeschrieben werden. Anschaffungsnebenkosten und Restwert sind gleich null.
Dann errechnet sich d folgendermaßen:
d = 2·15.000 / (4·(4+1)) = 30.000 / 20 = 1.500
Dies ist allerdings nur der Abschreibungsbetrag für die letzte Periode. Der Abschreibungsbetrag der Vorperioden erhöht sich jeweils um einmal diesen Betrag und lässt sich für die Perioden 1–3 folgendermaßen bestimmen:
{\displaystyle a_{t}=(T-t+1)\cdot d}
- Periode 1: (4 - 1 + 1) · 1.500 = 6.000
- Periode 2: (4 - 2 + 1) · 1.500 = 4.500
- Periode 3: (4 - 3 + 1) · 1.500 = 3.000

Der Abschreibungsplan stellt sich dann folgendermaßen dar:
| Periode | Abschreibungsbetrag | Buchwert |
| t=0     |                     | 15.000   |
| t=1     | 6.000               | 9.000    |
| t=2     | 4.500               | 4.500    |
| t=3     | 3.000               | 1.500    |
| t=4     | 1.500               | 0        |